# 카와니시 켄고

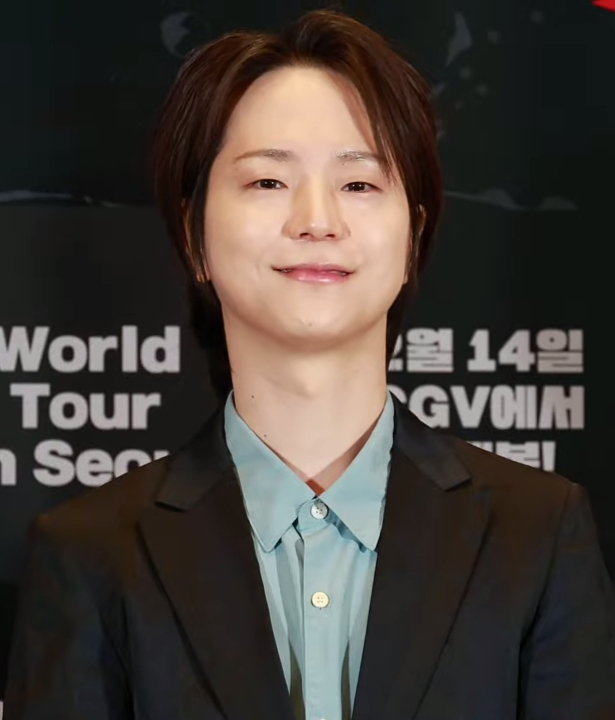
카와니시 켄고

카와니시 켄고(일본어: 河西 健吾 かわにし けんご[*], 1985년 2월 18일 ~ )는 일본의 남자 성우다. 오사카부 출신. 마우스 프로모션 소속이고 혈액형은 A형이다. 키는 158cm에다가 작은 편이다.

## 출연작

### TV 애니메이션
- 2009년
  - 사키 -Saki- - 심판

- 2011년
  - 나루토 질풍전 - 우치하 카가미, 어린 토비라마, 어린 우치하 시스이, 차마 이름을 대놓고 말 할 수 없는 모 엑스트라
  - 데드맨 원더랜드 - 마타요시

- 2012년
  - 아빠 말 좀 들어라! - 타카나시 히나의 초등학교 담임
  - Another - 나카오 슌타

- 2013년
  - 다이아몬드 에이스 - 카리바 와타루
  - 신이 없는 일요일 - 하디, 퀘스틴
  - 이나즈마 일레븐 GO 갤럭시 - 카제르마 워그
  - 잔잔한 내일로부터 - 에가와 타카시

- 2014년
  - 골든 타임 - 카즈야
  - 노라가미 - 2학년 동급생
  - 세계정복 ~모략의 즈베즈다~ - 도지사의 수하 병사
  - 시도니아의 기사 - 작업 정비원
  - 알드노아. 제로 - 마츠리비 키사키
  - 잃어버린 미래를 찾아서 - 요시다
  - 정령사의 검무 - 관객
  - 하이큐!! - 야하바 시게루
  - PSYCHO-PASS 2 - 오오츠 쿄헤이

- 2015년
  - 게이트 - 자위대. 그의 땅에서, 이처럼 싸우며 - 청년
  - 기동전사 건담 철혈의 오펀스 - 미카즈키 오거스[1]
  - 듀라라라!! - 헤븐즈 레이브 멤버
  - 식극의 소마 - 남학생
  - 아르슬란 전기 - 아심
  - 야한 이야기라는 개념이 존재하지 않는 지루한 세계 - 젊은이
  - 종말의 세라프 - 흡혈귀
  - 죠죠의 기묘한 모험 스타더스트 크루세이더즈(TVA) - 취재여행 중인 만화가
  - 트러블 다크니스 - 해적
  - 학전도시 애스터리스크 - 리챠드 시어러
  - Charlotte - 시치노

- 2016년
  - 명탐정 코난 - 구급대원(841화 엑스트라)
  - 문호 스트레이 독스 - 존 S
  - 부부키 부란키 - 막심 아르세니에비치 바라키레프
  - 사이키 쿠스오의 재난 - 타니하라 켄지
  - 액티브 레이드 -기동강습실 제8계- - 핑거즈 남자 멤버 2인
  - 일인지하 THE OUTCAST - 성동
  - 죠죠의 기묘한 모험 다이아몬드는 부서지지 않는다(TVA) - 미야모토 테루노스케
  - 3월의 라이온 - 키리야마 레이

- 2017년
  - 가부키부! - 에비하라 진
  - 아톰 더 비기닝 - 한 슌사쿠
  - 아이돌 마스터 SideM - 야마무라 켄
  - 유녀전기 - 요한
  - AKIBA'S TRIP - 쇼헤이
  - 사쿠라다 리셋 - 치루치루
  - 식극의 소마 세 번째 접시 - 사토 쇼지
  - 3월의 라이온 2기 - 키리야마 레이

- 2018년
  - 히나마츠리 - 사부

- 2019년
  - 귀멸의 칼날 - 토키토 무이치로

- 2020년
  - 불꽃 소방대 2장 - 토오루 키시리
  - 히프노시스 마이크 -츠츠지모리 로쇼

### 극장판 애니메이션
- 2020년
  - 귀멸의 칼날: 주합회의·나비저택 편 - 토키토 무이치로
  - 귀멸의 칼날: 나타구모산 편 - 토키토 무이치로
- 2025년
  - 배트맨 닌자 대 야쿠자 리그 - 레드 로빈
  - 괴수 8호: 미션 리컨 - 호시나 소우시로

### 게임
- 2015년
  - 파이어 엠블렘 if - 지크베르트
  - PRINCE OF STRIDE - 시마 아오이, 사메지마 아라타

- 2016년
  - 누구를 위한 알케미스트 - 게인
  - 슈퍼 판타지 워 - 클라인
  - 음양사 - 시시오

- 2017년
  - 아이돌 마스터 SideM - 야마무라 켄
  - 전각 나이트 블러드 - 코바야카와 타카카게
  - 추방선거 - 닌쵸우지 잇세이
  - 클로저스 - 볼프강 슈나이더
  - 파라노말 키스 - 키라 소고, 루카(수수께끼의 소년)
  - 노을빛 세계에서 너와 노래를 - 후지와라노 미치나가